# Дмитриев, Дмитрий Михайлович
Дмитрий Михайлович Дмитриев (род. 6 сентября 1986) — российский хоккеист, нападающий.

## Биография
На юношеском уровне выступал за московские клубы «Динамо», ЦСКА, «Спартак». В первой лиге выступал за «Спартак-2» (2000/01 — 2003/04). В сезоне 2004/05 играл за «СКА-2» СПб, провёл один матч за СКА в Суперлиге. Выступал в первой лиге за «Крылья Советов-2» (2005/06), в высшей за «Кристалл» Электросталь и во второй за «Кристалл-2» (2007/08).
Победитель хоккейного турнира европейского юношеского Олимпийского фестиваля 2003 года в словенском Бледе.